# 西檸雞

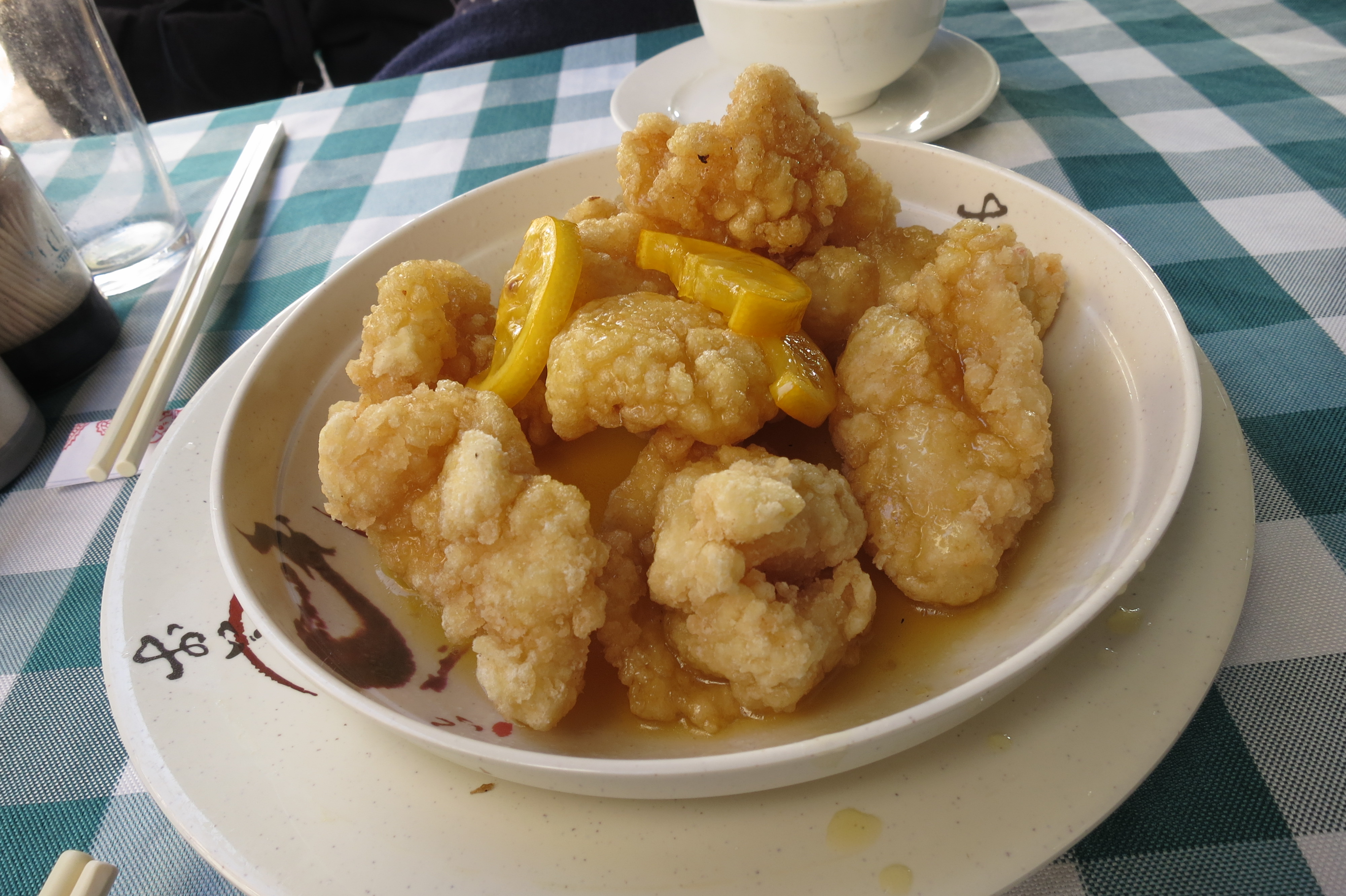
西檸雞

西檸雞，又稱西檸煎軟雞、西檸軟雞、西檸雞脯，是一道中國粵菜，以檸檬汁及炸雞肉煮成。西檸雞流行於廣東及香港，也是歐美唐人街中餐館常見菜式，被認為是中西合璧的菜式。